# Novus ordo seclorum

Achterkant van het Grootzegel van de Verenigde Staten

Novus ordo seclorum is Latijn voor "Nieuwe orde van de tijden".
Deze zin bevindt zich op de achterkant van het Grootzegel van de Verenigde Staten en op het één-dollarbiljet; het werd voor het eerst gebruikt in 1782.
De zin komt uit de vierde Ecloge van Vergilius: Magnus ab integro saeclorum nascitur ordo - De grote orde der eeuwen is herboren.
De vertaling "nieuwe wereldorde" is onjuist. Dat zou "Novus ordo mundi" zijn in het Latijn. De zin "Nieuwe Wereldorde" wordt door complotdenkers gebruikt als benaming voor wat zij zien als een totalitaire wereldregering die in de maak is door geheime groepen achter de gewone regeringen en andere organisaties.